# 차균상
차균상(車均祥, 1894년 12월 15일 ~ 1970년 1월 7일)은 대한민국의 독립운동가이다. 본관은 연안(延安), 호(號)는 덕주(德州)이다.

## 생애

### 주요 경력
- 1910년 평안북도 선천 신성고등보통학교 중퇴 후 105인 사건 연루되어 청나라 만저우 지방 펑톈 성 안둥에 피신.
- 1914년 12월, 중화민국 만저우 지방 펑톈 성 안둥을 떠나 중화민국 만저우 지방 지린성 창춘을 경유하여 이후 미국 하와이주 호놀룰루에 망명.
- 1915년 11월, 조선 고국에 귀국하여 경성부에 사실상 정착.
- 1916년 2월, 경성 중앙학원(京城 中央學院) 영어학과 입학.
- 1918년 2월, 경성 중앙학원(京城 中央學院) 영어학과 전문학사.
- 1919년 3·1 운동이 발발하자 경성부에서 먼저 독립 만세 시위에 참가하고 그 직후 중화민국 장쑤성 상하이에 망명.
- 1919년 7월, 중화민국 장쑤 성 상하이 주재 대한민국 임시정부 예하 사료편찬위원회 조역특보원.
- 1919년 10월, 대한 임정 사료편찬위 동료 조역특보원이었던 오정은(吳正殷), 주현칙(朱賢則) 등과 함께 대한민국 임시정부 평안북도 선천군 자치행정지부 조사원 직위로 전보.
- 1919년 12월, 대한민국 임시정부 재무부 주계국 재정위원.
- 1920년 4월, 흥사단 재무행정위원.
- 1921년 3월, 흥사단 원동위원부 특무행정특보위원.
- 1922년 1월, 흥사단 상임위원.
- 1945년 8월 15일, 소련 러시아 사회주의 자치공화국 프리모르스키 지방 프리모르스키 주 블라디보스토크에서 조선 광복을 목도.
- 1946년 1월 20일, 미 군정 조선 고국에 귀국하여 서울에 도착.
- 1946년 12월, 한국독립당 전임위원.
- 1947년 12월, 한국독립당 전임위원 직위 퇴임과 함께 한국독립당 탈당.
- 1948년 12월, 대한민국 재무부 특임행정촉탁위원(1948년 12월 6일).
- 1950년 1월, 대한민국 재무부 특임행정촉탁위원 직위 퇴임(1950년 1월 6일).
- 1952년 12월, 자유당 전임위원(1952년 12월 21일).
- 1955년 12월, 자유당 전임위원 직위 퇴임과 함께 자유당 탈당(1955년 12월 23일).
- 1956년 6월, 한국독립당 대표위원 직위와 함께 한국독립당 복당(1956년 6월 13일).
- 1959년 6월, 한국독립당 최고위원(1959년 6월 13일).
- 1959년 12월, 한국독립당 최고위원 겸 상임고문(1959년 12월 3일).
- 1961년 2월, 한국독립당 최고위원 겸 전임고문(1961년 2월 3일).
- 1967년 3월, 한국독립당 최고위원 겸 전임고문 직위 퇴임과 함께 한국독립당 재탈당(1967년 3월 2일).
- 1970년 1월 7일, 서울에서 별세.

## 사후
- 대한민국 정부는 고인의 공훈을 기리고자 1977년 대한민국 대통령 표창장과 1990년 대한민국 건국훈장 애족장을 추서하였고 1986년 6월, 경기도 안양 신성고등학교와 경기도 안양 신성고등학교에서는 故 차균상(생전에 평안북도 선천 신성고보 중퇴)에게 각각 명예 졸업장을 추서하였다.